# Свисток (Злынковский район)
Свисток — посёлок в Злынковском районе Брянской области, в составе Щербиничского сельского поселения. 
 Расположен в 1,5 км к востоку от села Большие Щербиничи. Постоянное население с 2007 года отсутствует.

## История
Возник в 1920-е годы; до 2005 состоял в Большещербиничском сельсовете.
| Годы      | 1979 | 1989 | 2002 | 2010 |
| --------- | ---- | ---- | ---- | ---- |
| Население | 35   | 25   | 4    | 0    |